# Geertje Dircx
Geertje Dircx [ˈɣɪːrcə dɪrks], née vers 1610 à Edam et morte en 1656, est la maîtresse de Rembrandt après la mort de son épouse Saskia. Engagée comme gouvernante et nourrice sèche de Titus, le fils du peintre, elle vit plusieurs années avec Rembrandt.
Plusieurs œuvres de l'artiste passent pour être des portraits de Geertje Dircx mais ce point reste discuté.

## Biographie
Native d'Edam, Geertje Dircx travaille dans une auberge de Hoorn au cours des années 1630-1640. Elle se marie en 1634 avec un trompettiste de Marine de la Compagnie néerlandaise des Indes occidentales du nom d'Abraham Claesz. Après la mort de celui-ci elle est engagée comme gouvernante par la famille Beets. Puis elle va vivre auprès de son frère, Pieter, charpentier de marine dans la commune de Waterland. Il se peut qu'elle ait fait la connaissance de Rembrandt par son intermédiaire. 

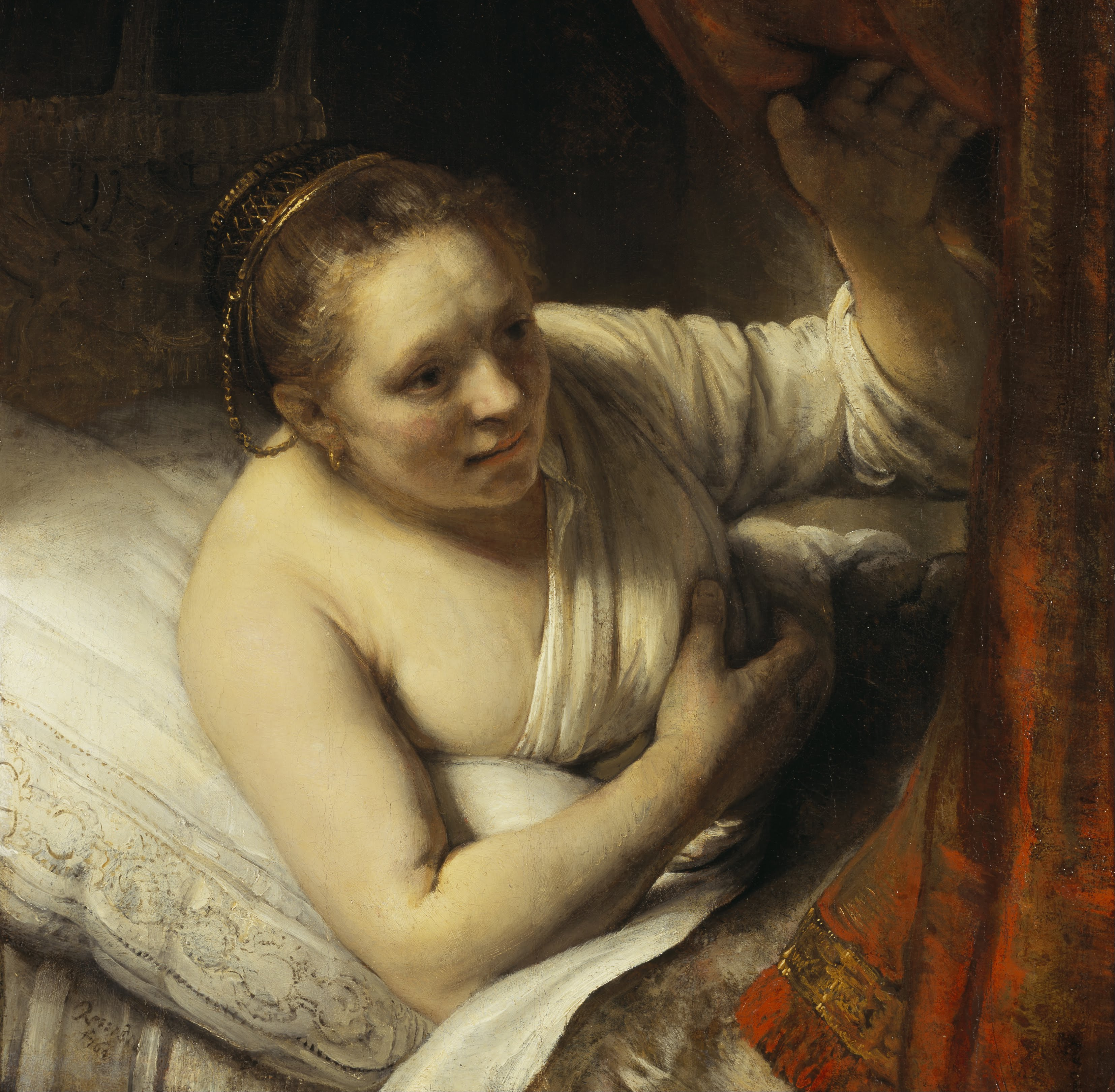
Jeune Femme au lit (1645), Galerie nationale d'Écosse. Selon Gary Schwartz, la femme ici représentée pourrait être Geertje Dircx ou Hendrickje Stoffels.

Elle entre au service du peintre vers 1642 ou 1643, aux alentours de la mort de Saskia, survenue en 1642. Elle vit sous son toit six années durant, dans la maison de la Breestraat à Amsterdam, en tant que gouvernante et nourrice de son fils Titus. Devenu son amant, Rembrandt lui donne de nombreux bijoux ayant appartenu à sa défunte femme, ce qui n'est guère du goût de la famille de Saskia. En tout état de cause, Rembrandt refuse de l'épouser car il perdrait alors ses droits sur l'héritage de Saskia. En 1648 Rembrandt exige de Geertje qu'elle rédige un testament en faveur de Titus, concernant les bijoux de Saskia.
Le couple se sépare en mai 1649, sans doute à cause de la liaison de Rembrandt avec sa nouvelle et jeune servante Hendrickje Stoffels. Le peintre s'engage à dédommager Geertje Dircx sous la forme d'un capital de 160 florins, plus une rente annuelle de 60 florins jusqu'à la fin de ses jours. Pourtant, Geertje Dircx se plaint quelques mois plus tard d'être obligée de mettre ses bijoux au mont-de-piété pour survivre. Rembrandt lui verse alors 200 florins pour récupérer les bijoux et propose d'augmenter sa rente jusqu'à 160 florins par an. Elle refuse, arguant que ces sommes s'avéreraient insuffisantes pour couvrir ses dépenses si elle tombait gravement malade. Elle le poursuit alors en justice, pour cause de rupture d'engagement, et obtient du tribunal que le montant de sa rente s'élève à 200 florins à condition que Titus soit son seul héritier.
Geertje Dircx persiste néanmoins à exiger de nouvelles sommes d'argent, peut-être en ayant recours au chantage. Ses revendications et ses  accusations sont telles que Rembrandt se résout à la faire enfermer, en 1650, au Spinhuis de Gouda, maison de correction pour femmes parfois décrite comme un asile d'aliénés. Il semble que le frère et le neveu de Geertje Dircx, ainsi que des voisins, aient témoigné contre elle et en faveur de Rembrandt. Toujours est-il qu'elle se voit condamnée à 12 ans d'incarcération, décision dont elle fait appel sans succès. Cependant, en raison de sa mauvaise santé, elle est libérée au bout de cinq ans,.
Elle intente alors un nouveau procès à Rembrandt, cette fois pour cause d'incarcération abusive sur base de faux témoignages. En mars 1656, peu avant sa mort, elle est citée dans la liste des sept principaux créanciers du peintre. 
La situation financière de Rembrandt s'est dégradée considérablement durant cette période et ses démêlés avec Geertje Dircx ont sans doute été déterminants dans sa ruine.

## Dans l'œuvre de Rembrandt

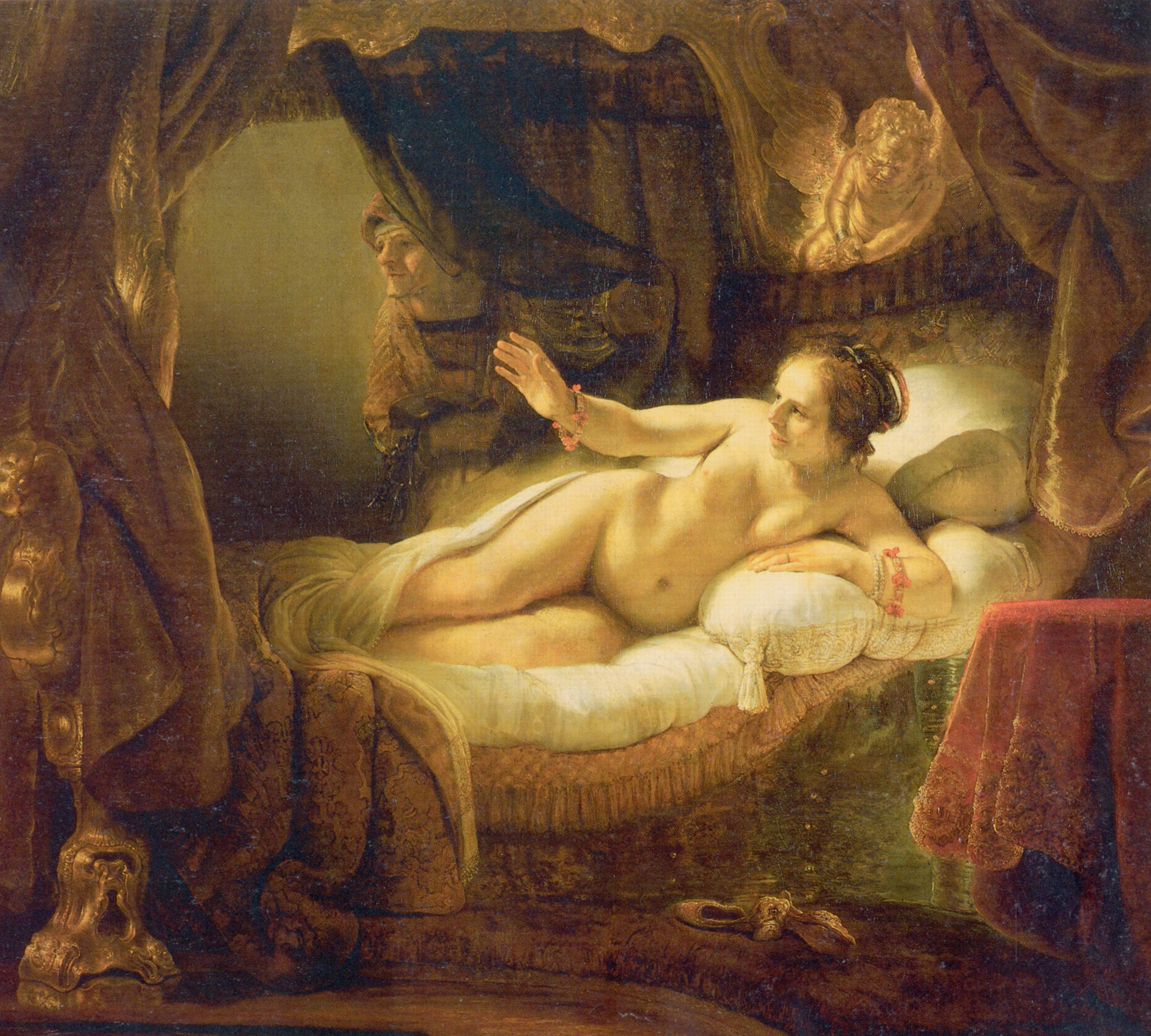
Danaé (1636-1643), musée de l'Ermitage.

La Danaé de Rembrandt a pour modèle Saskia. Puis, après la mort de son épouse, le peintre change le visage de Danaé et le remplace par celui de sa maîtresse Geertje Dircx, comme le révèle une étude aux rayons X.

## Au cinéma
Le personnage de Geertje Dircx a été interprété plusieurs fois au cinéma. Le film Rembrandt d'Alexander Korda (1936), la décrit comme une femme antipathique, acariâtre. Elle est incarnée par Gertrude Lawrence dans l'une de ses rares apparitions à l'écran. Dans La Ronde de nuit de Peter Greenaway (2008), interprétée par Jodhi May, elle est présentée sous un jour tout aussi négatif. Dans le Rembrandt de Hans Steinhoff (1942), son rôle est joué par Elisabeth Flickenschildt.